# خوان اورلاندو ارناندز
خوان اورلاندو ارناندز (اسپانیایی: Juan Orlando Hernández‎؛ زادهٔ ۲۸ اکتبر ۱۹۶۸) یک سیاست‌مدار اهل هندوراس است که از سال ۲۰۱۴ تا ۲۰۲۲ به عنوان ۵۵امین رئیس‌جمهور هندوراس خدمت کرد.
دادگاه انتخابات هندوراس نتیجه انتخابات ریاست جمهوری این کشور را اعلام کرد و «خوان اورلاندو هرناندز» از «حزب ملی» حزب حاکم هندوراس رسماً به عنوان رئیس‌جمهوری جدید این کشور معرفی شد. ارناندز ۳۵ درصد آرا را کسب کرد.
پنجاه و پنجمین رئیس‌جمهور کنونی هندوراس است که در ۲۷ ژانویه ۲۰۱۴ به مقام اداری رسید، او یک سیاستمدار، عضو حزب ملی محافظه کار هندوراس و بازرگان سابق است که در انتخابات ۲۰۱۳ به پیروزی رسید. او رئیس کنگره ملی هندوراس بین ژانویه ۲۰۱۰ و ژوئن ۲۰۱۳ بود. در مارس ۱۲، ۲۰۱۷، ارناندز نخستین رأی حزب ملی را به دست آورد و به او اجازه داد نمایندگی حزب خود را در انتخابات عمومی هندوراس در ۲۰۱۷ را داشته باشد. در ۲۶ نوامبر ۲۰۱۷، که او به‌طور قاطع برنده انتخابات شد.

## زندگی‌نامه
ارناندز در گراسیاس هندوراس به دنیا آمد. او پانزدهمین فرزند از ۱۷ فرزند خانواده بود. او از دانشگاه ایالتی آنتونومیا هندوراس در علوم اجتماعی و حقوقی فارغ‌التحصیل شد. وی رئیس انجمن دانشجویان ۱۹۸۸–۱۹۸۹ بود. او دارای مدرک کارشناسی ارشد در اداره دولتی از دانشگاه ایالتی نیویورک است. همچنین او در کسب و کار قهوه در گراسیاس بود. وی در صنایع رادیو و تلویزیون و نیز مالکیت هتل‌ها سرمایه‌گذاری داشت.